# نوكيا آشا 305
نوكيا آشا 305 (بالإنجليزية: Nokia Asha 305)‏ هو هاتف محمول من نوكيا ضمن سلسلة لمس مكتمل.

## الخصائص
- الكاميرا الخلفية: 2 ميجابكسل
- الوزن: 96 غرام